# Siano
Siano é uma comuna italiana da região da Campania, província de Salerno, com cerca de 10.037 habitantes. Estende-se por uma área de 8 km², tendo uma densidade populacional de 1255 hab/km². Faz fronteira com Bracigliano, Castel San Giorgio, Mercato San Severino, Quindici (AV), Sarno.

## Demografia
| Variação demográfica do município entre 1861 e 2011                               |
|                                                                                   |
| Fonte: Istituto Nazionale di Statistica (ISTAT) - Elaboração gráfica da Wikipedia |